# Mugil capurrii
Espèce
Synonymes
Mugil monodi Chabanaud, 1926

Myxus capurrii Perugia, 1892
Mugil capurrii, le Mulet noir, est une espèce de poissons de la famille des Mugilidae.
Synonymes :
- Mugil monodi Chabanaud, 1926  (non admis par WoRMS)
- Myxus capurrii Perugia, 1892 - protonyme